# Thomas Kiefer
Thomas Nisbit "Tom" Kiefer (født 25. februar 1958 i Sharon, Connecticut, USA) er en amerikansk tidligere roer.
Kiefer vandt en sølvmedalje i firer med styrmand ved OL 1984 i Los Angeles. Gregory Springer, Michael Bach, Edward Ives og styrmand John Stillings udgjorde bådens øvrige besætning. I finalen blev den amerikanske båd besejret af Storbritannien, der vandt guld, mens New Zealand fik bronze. Det var det eneste OL, Kiefer deltog i.

## OL-medaljer
- 1984:  Sølv i firer med styrmand